# Ariegilatita
L'ariegilatita és un mineral de la classe dels silicats, que pertany al grup de l'arctita.

## Característiques
L'ariegilatita és un nesosilicat de fórmula química BaCa₁₂(SiO₄)₄(PO₄)₂F₂O. Químicament és similar a la zadovita. Cristal·litza en el sistema trigonal. És l'anàleg amb fòsfor de la dargaïta. L'exemplar que va servir per a determinar l'espècie, el que es coneix com a material tipus, es troba conservat a les col·leccions del Museu Mineralògic Fersmann, a Moscou (Rússia), amb el número de catàleg 4956/1.

## Formació i jaciments
Va ser descoberta a la formació Hatrurim, al desert del Nègueb, a Israel. Aquest indret, la localitat tipus d'aquesta espècie mineral, es l'únic indret on ha estat descrita. Totes les espècies que pertanyen al grup de la nabimusaïta, al qual hi pertany també l'ariegilatita, han estat trobades en aquest mateix indret o ben a prop.